# 皇甫曙
皇甫曙字朗之，安定郡人。唐元和十一年进士。与白居易、刘禹锡交游，被白居易称为“酒友”亦是居易的亲家。历仕宪宗、穆宗、敬宗、文宗、武宗五朝，至会昌年间尚在世。历任淮南節度使行軍司馬、泽州刺史、河南少尹、绛州刺史。会昌元年后经历不明。

## 家庭
- 祖父：皇甫胤，齊州刺史。
- 父親：皇甫澈，历硤、蜀二州刺史、剑南西川节度副使检校尚书吏部郎中兼御史中丞。
- 子
  - 長子：皇甫燠，福建观察使兼御史中丞、安定县男、赠左散骑常侍。
  - 三子：皇甫煒，抚州刺史。